# Военно-морские силы Фиджи
Военно-морские силы республики Фиджи (англ. Fiji Navy) — один из двух компонентов вооружённых сил Фиджи. Основными задачами являются охрана территориальных вод и рыболовства и организация спасательных операций.

## История
В 1874 году король Такомбау отрёкся в пользу британской королевы Виктории, и королевство Фиджи стало английской колонией под управлением генерал-губернатора. 
Создание и развитие инфраструктуры для базирования военного флота началось в колониальный период.
1 сентября 1939 года началась Вторая мировая война, 3 сентября 1939 года правительство Великобритании объявило войну гитлеровской Германии. В дальнейшем, войну странам «оси» объявили доминионы, колонии и владения Британской империи. Архипелаг находился на значительном расстоянии от театра военных действий в Европе, однако связи заморских колоний с метрополией оказались осложнены. 
После вступления в войну Японской империи обстановка в регионе изменилась, и понёсшие потери войска Великобритании и США перешли к стратегической обороне на Тихоокеанском театре военных действий. В начале 1942 года главнокомандующий военно-морским флотом США адмирал Э. Дж. Кинг в директиве назначенному командующим Тихоокеанским флотом США адмиралу Нимицу поставил задачи: прикрывать рубеж Гавайи, Мидуэй, надежно защищать морские сообщения между западным побережьем США, Австралией и Гавайскими островами; прочно оборонять рубеж Гавайи, Самоа, в который при первой же возможности включить и острова Фиджи. В первом квартале 1942 года войска США прибыли на Фиджи и усилили оборону порта Сува.
10 октября 1970 года Фиджи была предоставлена независимость в составе Британского Содружества наций. После ратификации правительством Фиджи Конвенции ООН по морскому праву в июле 1975 года были созданы военно-морские силы Фиджи. В конце 1970х годов небольшие по численности ВМС оставались в стадии формирования.
Помощь в создании флота оказали в первую очередь Великобритания и США. Именно эти страны передали в состав флота большое количество небольших кораблей. Но после переворота подполковника Ситивени Рабуки 14 мая 1987 года произошло снижение иностранной помощи, что негативно сказалось на состоянии флота.
По состоянию на начало 2015 года ВМС насчитывали 300 человек, пять больших патрульных катеров и два малых патрульных катера.
По состоянию на начало 2022 года ВМС насчитывали 340 человек, один патрульный катер типа "Guardian", три других патрульных катера и гидрографическое судно.

### Корабли, выведенные из состава флота
| Номер                   | Имя       | Тип             | В составе флота            | Примечания                                                                          |           |
| Тральщики               | Тральщики | Тральщики       | Тральщики                  | Тральщики                                                                           | Тральщики |
| ----------------------- | --------- | --------------- | -------------------------- | ----------------------------------------------------------------------------------- | --------- |
| 204                     | «KIKAU»   | «Bluebird»      | 14.10.1975-июль 1990       | построен в США в начале 50-х годов. ех — «Woodpecker»/MSC 209.                      |           |
| 205                     | «KULA»    | «Bluebird»      | 14.10.75-июль 1990         | построен в США в начале 50-х годов.ех — «Vireo»/MSC 205. Мог нести легкий вертолет. |           |
| 206                     | «KIRO»    | «Bluebird»      | июнь 1976—1985             | построен в США в начале 50-х годов.ех — «Warbler»/MSC 206                           |           |
| Сторожевые корабли      |           |                 |                            |                                                                                     |           |
|                         | VASUA     |                 | 1978-1990                  |                                                                                     |           |
|                         | YAUBULA   |                 | 1978-1990                  |                                                                                     |           |
| Патрульные катера       |           |                 |                            |                                                                                     |           |
|                         | Latui     |                 | 1982-1995                  | Построен на Фиджи                                                                   |           |
| Вспомогательные корабли |           |                 |                            |                                                                                     |           |
|                         | «TOVUTO»  | Судно снабжения | 1978- в неактивном резерве | ех — Eugene McDermott II, официально в списках флота нет.                           |           |
|                         | «Ruwe»    | Учебный корабль | 1975 — 1979                | Бывшее гражданское судно, куплено и переоборудовано в Учебный корабль               |           |

### Корабли ВМС Фиджи на 2009 год
| Номер                | Имя               | Тип                                     | Год вступления в строй | Примечания |                   |
| Патрульные катера    | Патрульные катера | Патрульные катера                       | Патрульные катера      | Патрульные катера | Патрульные катера |
| -------------------- | ----------------- | --------------------------------------- | ---------------------- | --- | ----------------- |
| 201                  | Kula              | Патрульные катера Тихоокеанского класса | 28 мая 1994            | Построен в Австралии в рамках программы совместной обороны. Приобрел имя списанного тральщика.                                         |                   |
| 202                  | «Kikua»           | Патрульные катера Тихоокеанского класса | 27 мая 1995            | построен в Австралии в рамках программы совместной обороны. Приобрел имя списанного тральщика.                                         |                   |
| 203                  | Kiro              | Патрульные катера Тихоокеанского класса | 14 октября 1995        | Построен в Австралии в рамках программы совместной обороны. Приобрел имя списанного тральщика.                                         |                   |
| 101                  | Levuka            |                                         | 1987                   | Построен в США, малые скоростные катера. Находится в плохом техническом состоянии.                                                     |                   |
| 102                  | Lautoka           |                                         | 1987                   | Построен в США, малые скоростные катера. Находится в плохом техническом состоянии.                                                     |                   |
| 301                  | «Vai»             | Сторожевые катера типа «Дабур»          | 1991                   | Производства Израиля. Из серии сторожевых катеров построенных для ВМС этой страны в 1973-1977 годах. Куплен Фиджи 22 ноября 1991 года. |                   |
| 302                  | Ogo               | Сторожевые катера типа «Дабур»          | 1991                   | Производства Израиля. Из серии сторожевых катеров построенных для ВМС этой страны в 1973-1977 годах. Куплен Фиджи 22 ноября 1991 года. |                   |
| 303                  | Saku              | Сторожевые катера типа «Дабур»          | 1991                   | Производства Израиля. Из серии сторожевых катеров построенных для ВМС этой страны в 1973-1977 годах. Куплен Фиджи 22 ноября 1991 года. |                   |
| 304                  | Saqa              | Сторожевые катера типа «Дабур»          | 1991                   | Производства Израиля. Из серии сторожевых катеров построенных для ВМС этой страны в 1973-1977 годах. Куплен Фиджи 22 ноября 1991 года. |                   |
| Вспомогательные суда |                   |                                         |                        | |                   |
|                      | Ruwe              | Учебный корабль                         | сентябрь 1979          | |                   |
|                      | «Tovuto»          | ГИСУ                                    | апрель 1987            | |                   |

- Согласно «Jane’s Fighting Ships», катера Vai и Ogo были списаны в 2003 году, однако современные фиджийские источники числят их в строю.
- Кроме того есть небольшая яхта Cagi Donu которой пользуется премьер-министр.

## Префикс кораблей
Префикс RFNS — Republic of Fiji Naval Ship (рус. Военный корабль республики Фиджи).

## Флаги кораблей
| Флаг | Церемониальный флаг |
| ---- | ------------------- |
|      |                     |